# (8710) Hawley
(8710) Hawley est un astéroïde de la ceinture principale.

## Description
(8710) Hawley est un astéroïde de la ceinture principale. Il fut découvert par Charles P. de Saint-Aignan le 15 mai 1994 à l'observatoire Palomar. Il présente une orbite caractérisée par un demi-grand axe de 2,61 UA, une excentricité de 0,156 et une inclinaison de 15,15° par rapport à l'écliptique.
Il fut nommé en hommage à Walter N. Hawley, le premier professeur d'astronomie du découvreur.

## Compléments